# Élection présidentielle américaine de 1960 au Michigan
 (octobre 2023).
L'élection présidentielle américaine de 1960 au Michigan a lieu le 8 novembre 1960 comme dans les 49 autres États qui composent les États-Unis. Les électeurs michiganais choisissent des grands électeurs pour les représenter dans le collège électoral à travers un vote populaire. Le Michigan dispose en 1960 de 20 grands électeurs. L'État donne l'ensemble de ses grands électeurs au candidat du Parti démocrate John Fitzgerald Kennedy. 
Le candidat vainqueur de ce scrutin dans tout le pays sera également Kennedy, qui occupera la présidence des États-Unis du 20 janvier 1961 à son assassinat le 22 novembre 1963.    